# Нюборг
Нюборг (дат. Nyborg) — город и порт в Дании, на восточном берегу острова Фюн. Находится на берегу пролива Большой Бельт, у небольшой бухты Нюборг-Фьорд. Административный центр муниципалитета Нюборг (область Южная Дания). Население 16.043 (2006).

## История

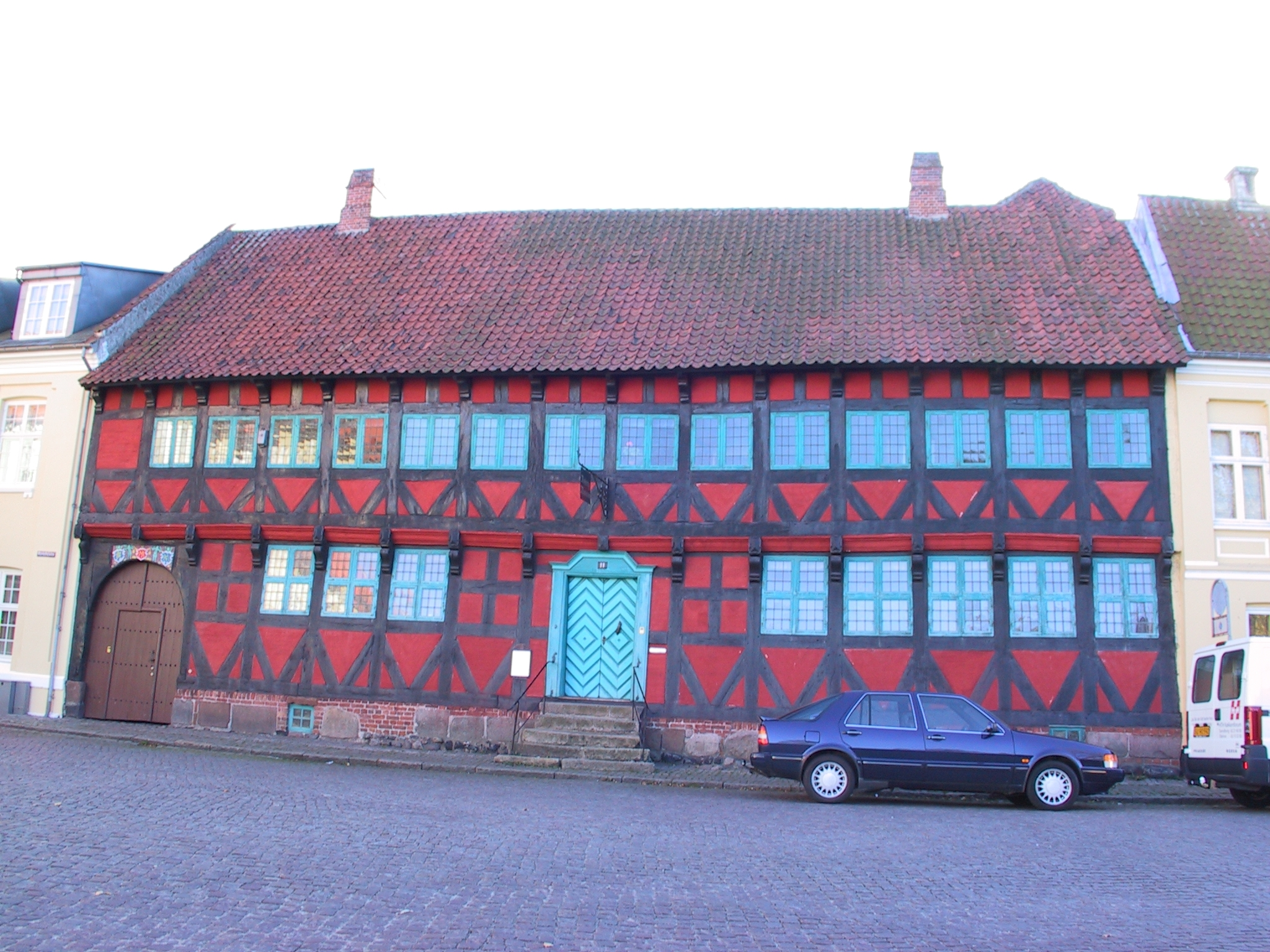
Городской музей Mads Lerches Gaard

Название получил от замка, построенного в 1170 году для защиты пролива Большой Бельт. Сам населённый пункт был впервые упомянут в 1202 году, в 1292 году получил статус города. В 1282—1413 годы был местом заседания Данехофа (собрания датской знати и духовенства).
В XVII столетии Нюборг был одним из трех главных укрепленных городов в Дании. Два других — Фредерисия и Копенгаген. Каждый из них расположен на берегу моря, в случае Нюборга это пролив Большой Бельт. В 1659 году город был осажден шведами и освобождён экспедиционным флотом под командованием адмирала Михаила Рюйтера, посланным союзниками Дании голландцами.

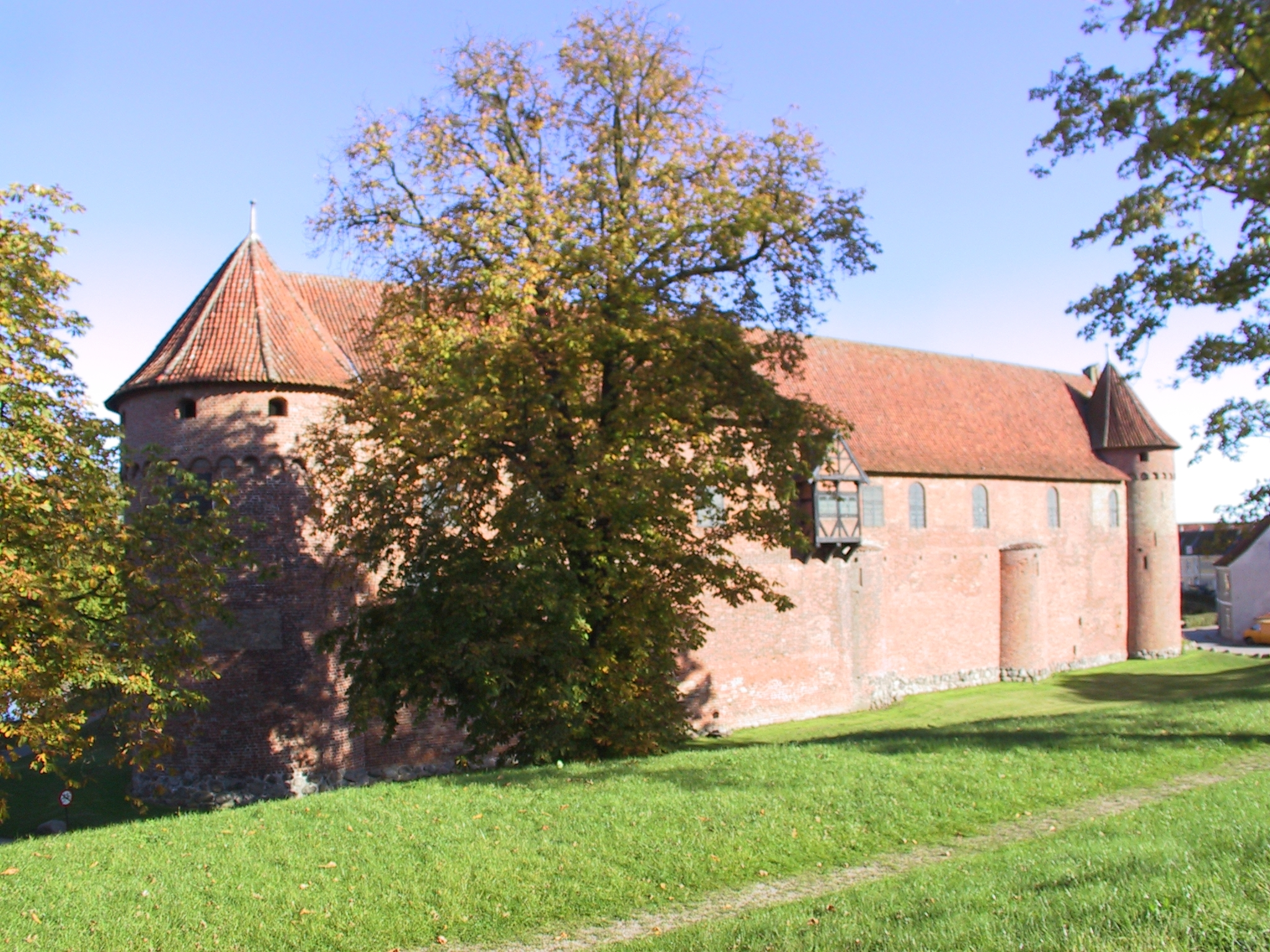
Замок Нюборг

В 1867 году крепость была разрушена, а земля продана жителям города, которые использовали её для строительства зданий вокруг бывших укрепительных валов. Большинство валов существует и сегодня вокруг замка и каждый год их часть используется для театра Nyborg voldspil.
В 1923 году замок Нюборг был восстановлен и превращён в музей.

## Экономика

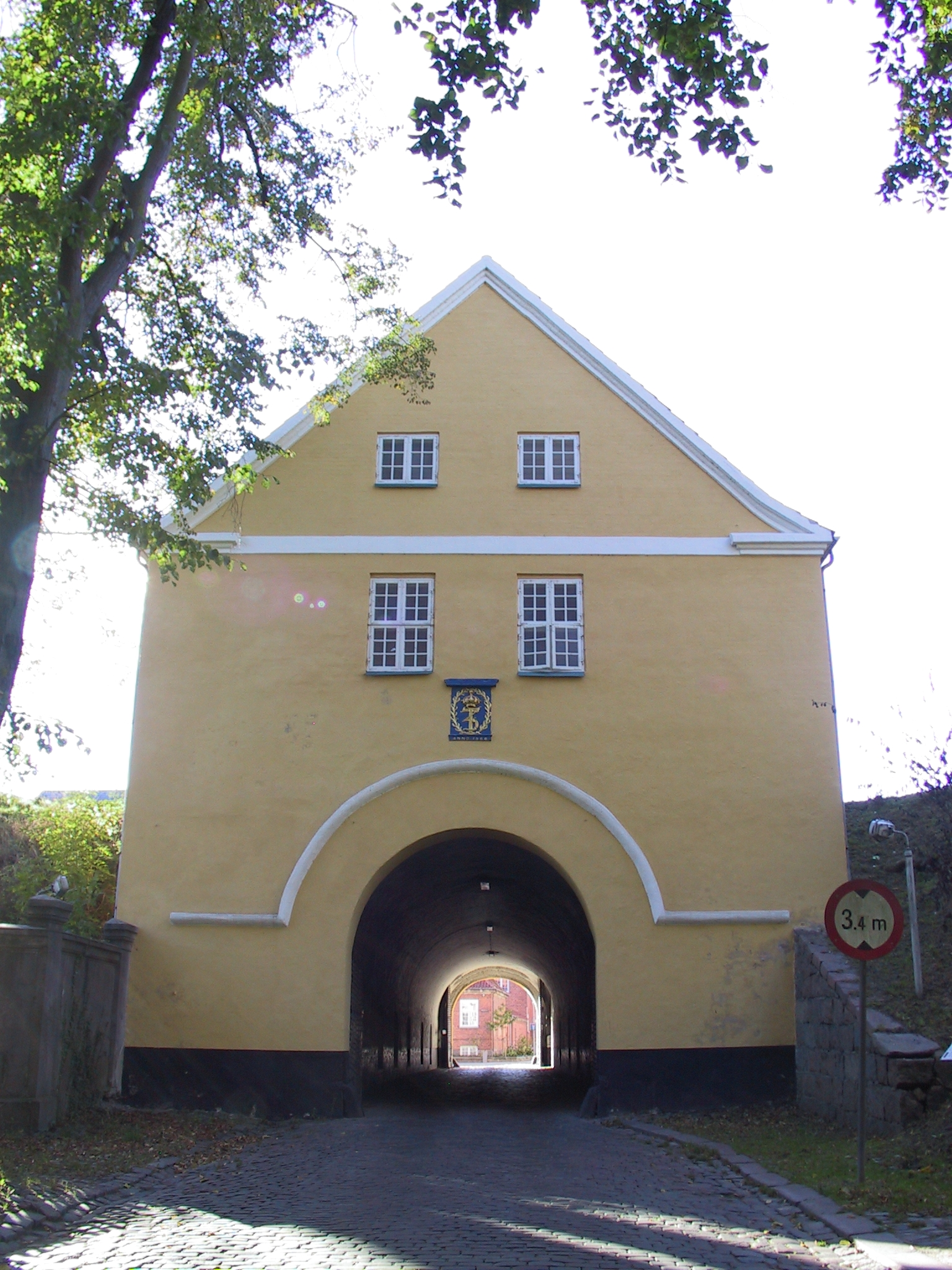
40-метровые ворота Ланнпортен (Landporten) в Нюборге

Ранее город был пунктом прибытия парома, соединявшего острова Зеландия и Фюн, но в связи с открытием туннеля и мостов через пролив Большой Бельт основное движение проходит севернее города.
В городе находится завод по переработке химических отходов.

## Известные уроженцы
- Карл Аарслефф (1852—1918) — известный датский скульптор, профессор Королевской датской академии изящных искусств.